# Kaisersbach (Beilstein)
Kaisersbach ist ein Weiler im Landkreis Heilbronn im nördlichen Baden-Württemberg, der einst zu Schmidhausen zählte und mit diesem 1971 zur Stadt Beilstein kam.

## Geographie

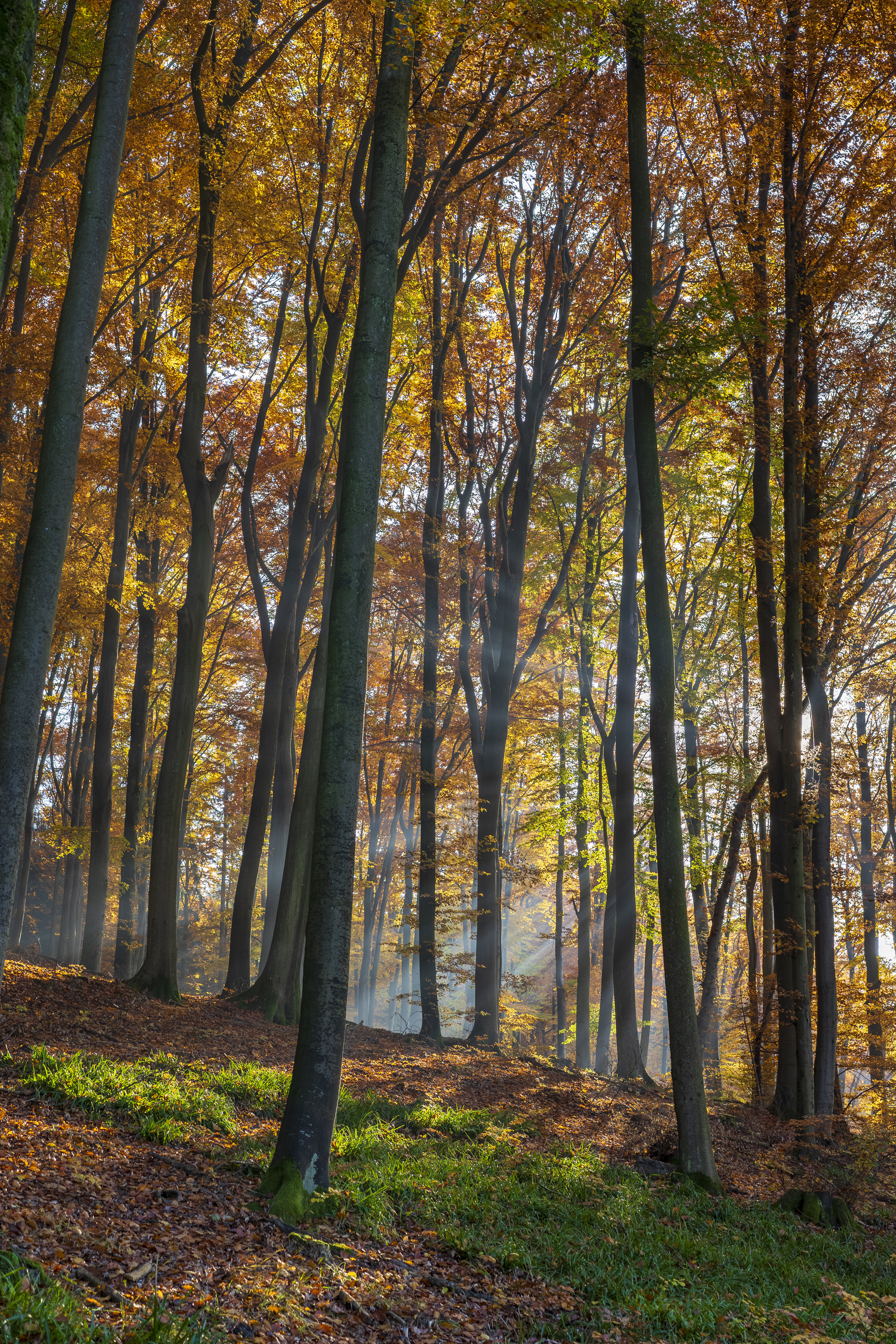
Wald am Wenzelsberg gegenüber von Kaisersbach

Kaisersbach liegt in Luftlinie knapp fünf Kilometer nordöstlich von Schmidhausen nahe der Grenze zum Stadtgebiet von Löwenstein, naturräumlich gesehen im Unterraum Südwestliche Löwensteiner Berge der Schwäbisch-Fränkischen Waldberge. Im oberen Tal des zur Bottwar laufenden Schmidbachs stehen seine Häuser, etwa zwei Dutzend Hausnummern und einige Nebengebäude, am rechten Unterhang auf etwa 370–390 m ü. NHN und reihen sich an der abschnittsweise geteilten Ortsstraße, die in etwas Abstand rechts über dem Bachgrund verläuft. Der südexponierte Oberhang ist mit Wein bepflanzt, der gegenüberliegende linke Talhang des Wenzelsbergs ist ab mittlerer Höhe bewaldet. Die durch den Weiler laufende K 2095 endet an dessen Ostende blind und verbindet talabwärts nach Westen mit der L 1116, die im tieferen Tal südwestwärts nach Schmidhausen führt.
Der Weiler ist auf Oberen Bunten Mergeln (Mainhardt-Formation) erbaut, die Bergrücken in Norden und Süden sind von Stubensandstein (Löwenstein-Formation) gebildet, wenig abwärts des Ortes setzt im Tal der Kieselsandstein (Hassberge-Formation) ein.

## Geschichte
Kaisersbach liegt von allen Schmidhäuser Weilern am weitesten im Osten, so dass der Ort (mit Ausnahme des als Söldensiedlung erst im 16. Jahrhundert entstandenen Weilers Maad) wohl der jüngste der durch Rodungssiedlung im Schmidbachtal entstandenen Weiler ist. Der Name deutet auf eine hochmittelalterliche Gründung durch die Herren von Wunnenstein hin, die vermutlich Dienstmannen der Stauferkaiser waren. Kaisersbach war ursprünglich ein einzelnes herrschaftliches Hofgut. Der einst den Hof durchfließende Trogbach erhielt seinen Namen vermutlich dadurch, dass er zur Bewässerung des Hofes durch diesen umgeleitet wurde und dort einen für die Wasserversorgung von Mensch und Vieh nötigen Trog speiste. Der Bach durchfloss den Ort bis 1927/28, als er bei Straßenbaumaßnahmen verlegt und in die östlich des Ortes gelegenen Fischteiche abgeleitet wurde.
Das Hofgut kam 1360 von Wilhelm von Wunnenstein an Berthold von Urbach und teilt seitdem im Wesentlichen die Geschichte von Schmidhausen, mit dem es 1443 an die Pfalzgrafen bei Rhein und dadurch an die Grafen von Löwenstein kam, die den Besitz ab 1510 als württembergisches Mannlehen innehatten. Kirchlich zählte der Ort wie alle Schmidhausener Weiler seit jeher zu Beilstein.
Im Jahr 1509 war Kaisersbach immer noch ein als einzelnes Lehen vergebener Hof, der 1539 in zwei Lehen geteilt wurde. 1559 umfasste die Lehensfläche 309 Morgen. Wald bildete dabei mit 208 Morgen den größten Anteil, gefolgt von Äckern (50 Morgen), Wiesen (48 Morgen) und Weinbergen (3 Morgen). Nach dem Dreißigjährigen Krieg gab es vier Lehen am Ort, 1753 gab es acht Herdstellen. Mit dem Anwachsen der Bevölkerung wurde weiterer Wald gerodet, im Zuge dessen wurde auch der Weinbau intensiviert, und es entstand eine Kelter in Kaisersbach. 
Bei der Umsetzung der neuen Verwaltungsgliederung im Königreich Württemberg wurde Kaisersbach 1810 mit Schmidhausen dem Oberamt Marbach zugeordnet.
1810 gab es 64 Einwohner. Bis zum Ende des 19. Jahrhunderts wuchs die Einwohnerschaft auf 86 Personen im Jahr 1896 an und ging in der Folgezeit langsam aber kontinuierlich zurück. 1979 waren es noch 29 Einwohner, 1985 waren es 37.